# Římskokatolická farnost Bukovno
Římskokatolická farnost Bukovno je církevní správní jednotka sdružující římské katolíky na území obce Bukovno a v jejím okolí. Organizačně spadá do mladoboleslavského vikariátu, který je jedním z 10 vikariátů litoměřické diecéze. Centrem farnosti je kostel svatého Jana Nepomuckého v Bukovnu.

## Historie farnosti
Původně bylo území farnosti spravováno z Michalovic. V letech 1769–1770 byl v Bukovně postaven kostel sv. Jana Nepomuckého, při kterém byla roku 1773 zřízena expozitura. Matriky jsou zachovány od roku 1775. Tato byla v roce 1858 povýšena na samostatnou farnost. Ta je v současné době bez sídelního duchovního správce, a je spravována excurrendo ze Mšena u Mělníka.

### Duchovní správcové vedoucí farnost
Začátek působnosti jmenovaného v duchovní správě farnosti od:
- Nicolaus, † 1359
- 1359 Nicolaus
- 1364 Mladota
- Joannes, † 1424
- 1424 Wenceslaus
- 1671 Michaël Prade
- 1672 Sebastianus Lisander
- 1675 Sebastianus Hajenský
- 1676 Iulius Wencelius
- 1677 Adalbertus Wenceslaaus Litvin
- 1699 Christophorus a sc. Carolo Borr. Ord. Piar. Schol.
- 1701 Franciscus a Purificatione Ord. Piar. Schol.
- 1706 Samuel a Matre Dei Ord. Piar. Schol.
- 1707 Tobias Thoma a sc. Elia Ord. Piar. Schol.
- 1713 Adalbertus a sc. Barbara Ord. Piar. Schol.
- 1714 Longinus a Ligno Dei Ord. Piar. Schol.
- 1715 Adalbertus a sc. Barbara Ord. Piar. Schol.
- 1717 Erasmus a sc. Carlo Ord. Piar. Schol.
- 1718 Bonifatius a sc. Antonio Ord. Piar. Schol.
- 1722 Cornelius a sc. Antonio Ord. Piar. Schol.
- 1724 Molestus a sc. Bernardo Ord. Piar. Schol.
- 1725 Matheus a sc. Athanasio Ord. Piar. Schol.
- 1777 cap. resid. Adamus Kramarz
- 1802 cap. resid. vacat
- 1803 cap. resid. Romed. Makowsky, n. 1. 9. 1757 Prag., o. 8. 9. 1785
- 1821 cap. resid. Jos. Wedral, n. 8. 4. 1787 Drschkoviens., o. 9. 8. 1813, † 30. 10. 1846
- 1823 cap. resid. Jos. Pfeifer, n. 9. 2. 1798 Wemschen, o. 24. 8. 1821, † 21. 1. 1862
- 1835 cap. resid. Vinc. Prochazka, n. 6. 1. 1807 Budějovice, o. 5. 8. 1831, † 20. 2. 1874
- 1848 cap. resid. interim. Philipp Wrtiatko
- 1850 cap. resid. Josef Wobornjk, n. 14. 12. 1810 Dalovic., o. 3. 8. 1836
- 1858 proto-par. (1. farář) Jos. Wobornjk, n. 14. 12. 1810 Dalovic., o. 3. 8. 1836
- 1886 par. vacat, admin. Josef Bachor
- 1887 Josef Bachor, n. 7. 11. 1850 Chejnice, o. 14. 7. 1877, † 6. 9. 1927
- 1909 František Plátek, n. 15. 2. 1867 Daliměřice, o.17.6. 1894
- 1. 9. 1939 Karel Doležal
- 1. 9. 1950 Eduard Švorc
- František Říha
- 1. 11. 1974 Peter Kothaj
- 1. 10. 1979 Václav Vlasák
- 1.10. 1980 Milan Martinásek, adm. exc. z Kováně
- 1. 2. 1990 Tomáš Kuba, adm. exc. z Kováně
- 1. 1. 1993 Václav Hlouch, adm. exc. z Mladé Boleslavi
- 1. 1. 1995 Antonín Audi, adm. exc. z Mšena
- 1. 9. 1995 Henr. Kuman, adm. exc. z Mladé Boleslavi
- 1. 8. 1998 Antonín Audy
- 1. 7. 2003 Jozef Piroh, admin. exc. z Mšena
- 1. 7. 2006 Bohuslav Bártek, admin. exc. z Mšena
- 12. 2. 2015 Stanislav Přibyl, CSsR, admin. exc. z Litoměřic
- 15. 4. 2015 Peter Kothaj, admin. exc. z Mšena[3]

Kromě kněží stojících v čele farnosti, působili ve farnosti v průběhu její historie i jiní kněží. Většinou pracovali jako farní vikáři, kaplani, katecheté, výpomocní duchovní aj.

## Území farnosti
Do farnosti náleží území obce:
- Bukovno (Bukowno)[p 2]
- Dalovice
- Líny (Lina)[p 2]
- Michalovice (Michelsberg)[p 2]
- Podlázky

## Římskokatolické sakrální stavby a místa kultu na území farnosti
| | Fotografie | Stavba                         | Místo       | Bohoslužby                      | Zeměpisné souřadnice                               | Status           | Číslo kulturní památky                       |
| Kostely | Kostely    | Kostely                        | Kostely     | Kostely                         | Kostely                                            | Kostely          | Kostely                                      |
| --- | ---------- | ------------------------------ | ----------- | ------------------------------- | -------------------------------------------------- | ---------------- | -------------------------------------------- |
| 1. |            | Kostel sv. Jana Nepomuckého    | Bukovno     | bližší informace o bohoslužbách | náves 50°26′47″ s. š., 14°50′24″ v. d.             | farní kostel     | 46751/2-1525 (Pk•MIS•Sez•Obr•WD) (Q24282902) |
| 2. |            | Kostel sv. Michaela archanděla | Michalovice | bližší informace o bohoslužbách | 50°26′2″ s. š., 14°53′20″ v. d.                    | filiální kostel  | 24215/2-1529 (Pk•MIS•Sez•Obr•WD) (Q25455037) |
| Kaple |            |                                |             |                                 |                                                    |                  |                                              |
| 3. |            | Kaple                          | Líny        | bohoslužby příležitostné        | 50°27′ s. š., 14°48′48″ v. d.                      | výklenková kaple | —                                            |
| Sochy |            |                                |             |                                 |                                                    |                  |                                              |
| 4. |            | Socha Panny Marie              | Bukovno     | bohoslužby příležitostné        | náves při kostele 50°26′47″ s. š., 14°50′23″ v. d. | socha Immaculaty | 22494/2-1526 (Pk•MIS•Sez•Obr•WD) (Q37025569) |
| Některé drobné sakrální stavby a pamětihodnosti lze dohledat zde v databázi Drobné sakrální památky Zaniklé sakrální stavby lze dohledat zde v databázi Poškozené a zničené kostely, kaple a synagogy v České republice |            |                                |             |                                 |                                                    |                  |                                              |

Ve farnosti se mohou nacházet i další drobné sakrální stavby, místa římskokatolického kultu a pamětihodnosti, které neobsahuje tato tabulka.